# Pointe d'Arpille
Pointe d'Arpille är en bergstopp i Schweiz. Den ligger i distriktet Aigle och kantonen Vaud, i den sydvästra delen av landet, 70 km söder om huvudstaden Bern. Toppen på Pointe d'Arpille är 1 982 meter över havet.